# هربرت تیلور
هربرت تیلور (انگلیسی: Herbert Taylor; ۲۹ september ۱۷۷۵ – ۲۰ مارس ۱۸۳۹ (۶۳ ساله)) نظامی و سیاست‌مدار اهل پادشاهی متحد بریتانیای کبیر و ایرلند بود.
وی تیلور پسر کشیش ادوارد تیلور از بیفرونز، پاتریکسبورن، کنت و همسرش مارگارت پایلر، دختر توماس ترنر پایلر از ایلدِن بود که در سال ۱۷۸۰ در بروکسل درگذشت. دیپلمات سر بروک تیلور برادر کوچکتر او بود. او در سال ۱۷۹۴ به عنوان سرجوخه به گارد دوم دراگون پیوست. بعداً در همان سال به درجه ستوانی و سپس سال بعد به درجه کاپیتانی ارتقا یافت. در سال ۱۷۹۵، او به عنوان معاون وزیر و دستیار اردوگاه دوک یورک، فرمانده کل ارتش بریتانیا، خدمت کرد. تیلور بعداً دستیار وزیر نظامی دوک یورک شد، سمتی که تا سال ۱۷۹۸ در اختیار داشت. او بعداً سرگرد شد. در سال ۱۷۹۸، او به عنوان دستیار اردوگاه، دبیر نظامی و منشی خصوصی مارکز کورنوالیس، لرد ستوان ایرلند، منصوب شد. سال بعد، او به خدمت دوک یورک بازگشت و تا سال ۱۸۰۵ در آنجا ماند، اگرچه در سال ۱۸۰۱ به عنوان سرهنگ دوم به هنگ نهم هند غربی منتقل شد.
با این حال، در سال بعد، با دوره‌ای از آرامش نسبی در بحبوحه جنگ‌های ناپلئونی، او با نصف حقوق استخدام شد. در آن سال، او به گارد کلداستریم پیوست و در سال ۱۸۱۰ به درجه سرهنگی رسید. در سال ۱۸۰۵، او منشی خصوصی شاه جورج سوم و سپس، از سال ۱۸۱۱، منشی خصوصی ملکه شارلوت، همسر ملکه، شد. او این سمت را تا سال ۱۸۱۸ حفظ کرد.
تیلور فرماندهی یک تیپ را در آنتورپ از سال ۱۸۱۳ تا ۱۸۱۴ بر عهده داشت و در سال ۱۸۱۴ به یک مأموریت دیپلماتیک به برنادوت سوئد اعزام شد. او از سال ۱۸۲۰ تا ۱۸۲۳ نماینده پارلمان از ویندزور بود. از سال ۱۸۲۰ تا ۱۸۲۷، او سفیر در برلین و سپس وزیر ارتش بود و در سال ۱۸۲۳ به درجه سرهنگی مادام‌العمر در هنگ ۸۵ پیاده رسید. او در سال ۱۸۲۷ دستیار اول و اصلی شاه جورج چهارم و همچنین معاون وزیر جنگ بود. از سال ۱۸۲۸ تا ۱۸۳۰ آجودان کل نیروها بود. او در سال ۱۸۳۰ منشی خصوصی شاه جدید، ویلیام چهارم، شد. با مرگ شاه در سال ۱۸۳۷ بازنشسته شد، اگرچه از سال ۱۸۳۷ تا ۱۸۳۹ دستیار اول و اصلی ملکه ویکتوریا بود.
تیلور در سال ۱۸۱۳ سرلشکر و در سال ۱۸۲۵ سپهبد شد. او رئیس بیمارستان سنت کاترین، پارک ریجنت، و از سال ۱۸۲۸ نقشه‌بردار ارشد و نقشه‌بردار کل مهمات بود. او در سال ۱۸۳۹ درگذشت. بنای یادبود او در کلیسای سنت کاترین اثر مجسمه‌ساز پیتر رو است.